# Шомут
Шомут (Шаумут, англ. Shawmut) — полуостров, на котором расположен центр американского города Бостон в штате Массачусетс, между Бостонской бухтой и рекой Чарльз.
Длина полуострова 5 километров, ширина — 1,6 километра. Река Чарльз отделяет полуостров на северо-западе от Чарлстауна и Кембриджа. Канал Форт-Пойнт (Южная бухта) отделяет на юго-востоке полуостров от Южного Бостона. На северо-востоке Бостонская бухта отделяет полуостров от бывшего острова Ноддл-Айленд, на котором находится Восточный Бостон.

## История
Название полуострова — индейское. В переводе с алгонкинского языка означает «живые ключи». Когда английский губернатор Джон Уинтроп приехал сюда в 1630 году, индейский Шомут представлял собою три отдельных холма: Бикон-Хилл (Маячный холм), названный так, потому что на нем был устроен маяк, Пембертон-Хилл (Pemberton Hill) и Маунт-Вернон (Mount Vernon). 7 (17) сентября 1630 года был основан город и назван Бостоном. Полуостров привлекал колонистов своим удобным для торговли положением. На полуострове не было ни леса, ни лугов, но его можно было защитить от индейцев и волков. Поверхность полуострова была в высшей степени неровна и покрыта холмами, очень глубокими впадинами и окружена болотами, отделявшими реку от морского берега. Первоначальная площадь полуострова составляла 1000 акров (4 квадратных километра). Узкий перешеек соединял его с материком и зачастую сплошь бывал покрыт водою. Воды реки Чарльз около устья глубоко врезались в северную часть полуострова. Они были отведены для мельницы, и в 1807 году снятым холмом засыпали это место и тем прибавили к площади города лишних 50 акров. В 1837 была засыпана ещё другая впадина, прибавившая к площади Бостона ещё 77 акров (0,3 квадратных километра). Впоследствии берега узкого перешейка стали покрываться публичными садами, бульварами, широкими улицами, скверами, театрами, церквями и другими роскошными зданиями. Полуострова стало недоставать, и к городу пришлось присоединять соседние земли. В 1786 году был перекинут первый мост в Чарлстаун.
В 1897 году открыт Гарвардский мост над рекой Чарльз. В 1906 году открыт мост Лонгфелло. В 1910 году открыт мост Чарльз-Ривер-Дэм. В 1999 году открыт мост Леверетта. Вантовый мост Закима открыт в 2003 году и является частью Большого Бостонского тоннеля. Тоннель Самнера, открытый в 1934 году, под Бостонской бухтой соединяет полуостров с международным аэропортом Логана в Восточном Бостоне.

## Достопримечательности
Места, связанные с Американской революцией (1765—1783) объединены в Национальный исторический парк, по которому с юга на север по центру полуострова проходит туристический маршрут «Тропа Свободы» длиной около 4 километров. «Тропа Свободы» пересекается с «Тропой чёрного наследия» к местам движения за гражданские права чернокожих. Ответвление «Тропы Свободы» ведёт к кладбищу Коппс-Хилл, основанному в 1659 году. Основными пунктами «Тропы Свободы» являются парк Бостон-Коммон, созданный в 1634 году, Капитолий, построенный в 1798 году, кладбище Гранари, основанное в 1660 году, с могилами выдающихся людей XVIII века, Королевская часовня, построенную в 1749—1754 годах, с кладбищем Кингс-Чапел, основанным в 1630 году, Старая Северная церковь, построенная в 1723 году, Олд-Саут-Митинг-Хаус, построенный в 1729 году, Старый Капитолий, построенный в 1713 году, Фанейл-холл, построенный в 1742 году, дом Пола Ревира, построенный около 1676 года, и в Чарлстауне — обелиск Банкер-Хилл, возведённый в 1827—1843 годах в память о битве при Банкер-Хилле.
В восточной части полуострова расположен современный деловой центр города — Даунтаун и Уотерфронт (Waterfront) — район старого порта. В Даунтауне находится административный центр, построенный по генеральному плану Бэя Юймина с новой ратушей, построенной в 1968 году.
В южной части полуострова расположен Чайна-таун — третий по величине китайский квартал в стране после Чайна-тауна Манхэттена и Чайна-тауна Сан-Франциско.
В юго-западной части полуострова находится район Бэк-Бей, созданный в середине XIX века на болотистом берегу реки Чарльз. В Бэк-Бее находится Башня Джона Хэнкока, построенная в 1972—1975 годах, Пруденшал-центр со смотровой площадкой на башне высотой 52 этажа, Макким-билдинг Бостонской публичной библиотеки, построенное в неоренессансном стиле в 1888—1895 годах, и новый корпус — Джонсон-билдинг, построенный в 1967—1973 годах, церковь Троицы, построенная в 1872—1877 годах.
В западной части полуострова находится район Бикон-Хилл, застроенный краснокирпичными зданиями в конце XVII — начале XVIII века.
Парк Бостон-Коммон и Бостонский публичный сад входит в «Изумрудное ожерелье», систему парков созданную ландшафтным архитектором Фредериком Ло Олмстедом в 1884 году.